# Буэнавентура (залив)
Буэнавентура (исп. Bahía de Buenaventura) — залив в восточной части Тихого океана, расположенный у берегов Колумбии. Вдаётся в сушу на 21 км, максимальная ширина залива равна 11 км. Площадь залива составляет 681,9 км², средняя глубина 25-30 метров. На берегу залива расположен портовой город Буэнавентура, крупнейший тихоокеанский порт Колумбии.
Европейцы впервые посетили залив в 1520 году, вероятнее всего это были испанцы Диего де Альмагро и Франсиско Писарро.